# Hang Tempurung

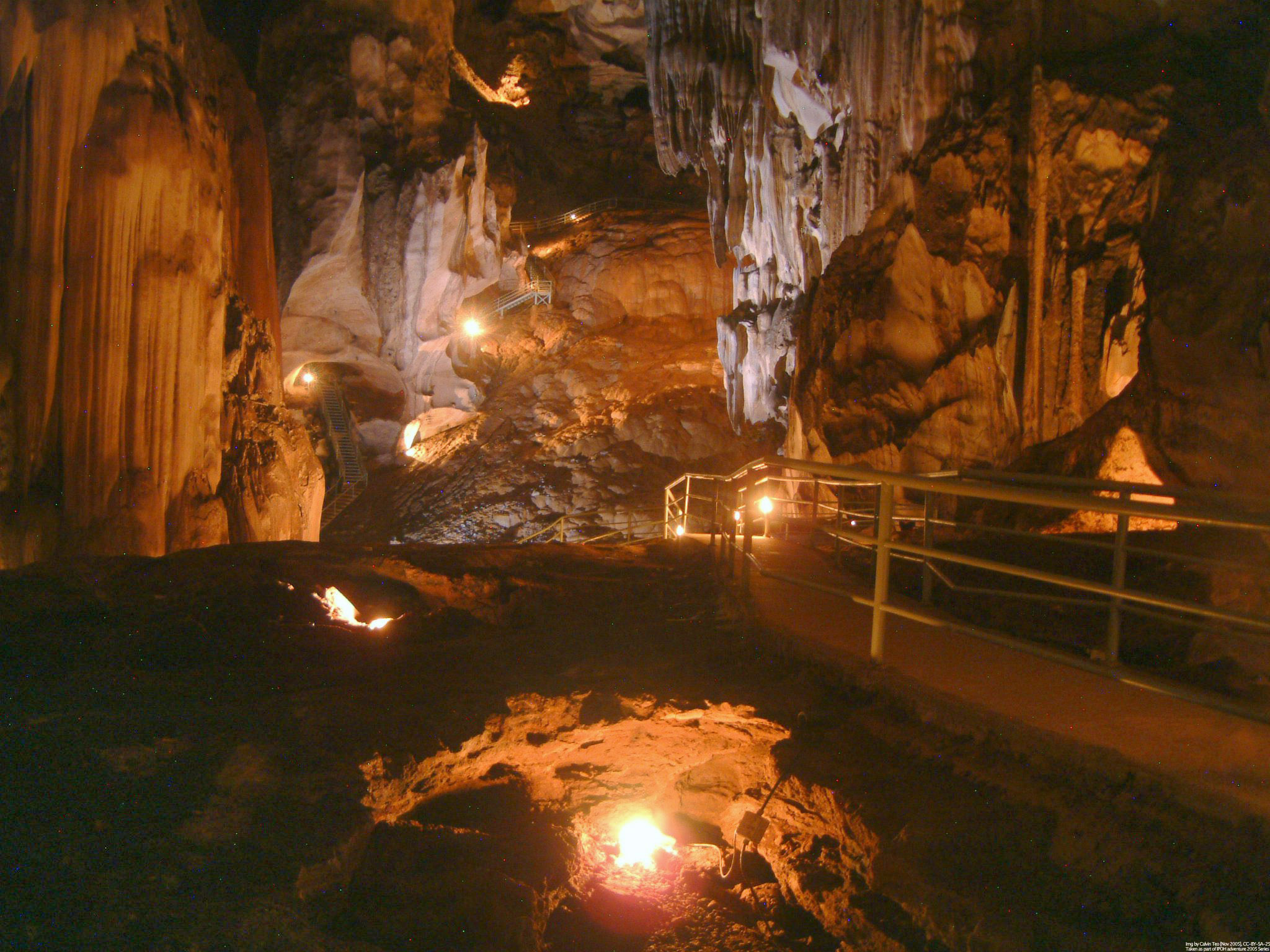
Hang Tempurung

Hang Tempurung là một hang động ở Malaysia. Hang này nằm ở Gopeng, Perak, Malaysia. Hang dài hơn 3 km, là một trong những hang dài nhất ở bán đảo Mã Lai. Một phần hang được chiếu sáng và có lối đi cho khách tham quan. Trong hang có một con sông dài khoảng 1,6 km. Có 3 buồng hang rộng và cảnh thạch nhũ, măng đá. Có các kế hoạch phát triển khu vực xung quanh. Hiện nay khu vực phụ cận có khu cưỡi ngựa.